# Leona del Zaricejo
La leona del Zaricejo es una escultura ibérica hallada por José María Soler en el valle del Zaricejo, en Villena (Alicante), a principios de 1968. No es posible asegurar si en el valle hubo un poblado o una necrópolis de incineración, pero se trata, en todo caso, de un yacimiento de llanura que por los manteriales hallados —cerámicas grises, con pintura geométrica y de barniz negro, fusayolas, molinos, etc.— puede datarse del siglo IV a. C. y está situado a los pies de cerro de Terlinques, donde existió un poblado de la Edad del Bronce.
La figura es de piedra blanquecina, con pátina rojiza. Se distingue de otras esculturas parecidas por la curvatura antianatómica de su mandíbula superior, mediante la cual quizás se quiso expresar la fuerza con que apretaba algo entre sus dientes. No se conserva en su totalidad, sino un gran fragmento de 34 cm de longitud, 23 de anchura y 34 de altura. Dado que se halló colocada sobre unas piedras, probablemente estaba situada sobre un pedestal defendiendo la entrada de la necrópolis, práctica muy común por parte de los íberos. En la actualidad la pieza está conservada en el Museo Arqueológico de Villena.